# Capheris subtilis
Capheris subtilis es una especie de araña del género Capheris, familia Zodariidae. Fue descrita científicamente por Jocqué en 2009.
Habita en Namibia, Zimbabue y Sudáfrica.